# Typografische accentuering
Typografische accentuering is het benadrukken of anderszins uit de hoofdtekst te laten springen van delen van een tekst.

## Accentueringsmethoden
Het menselijk oog is erg gevoelig voor veranderingen in de kleur en helderheid van een tekst. Als er een accentuering wordt gebruikt die de helderheid van de tekst verandert, door bijvoorbeeld vette letters te gebruiken, of door veel witruimte rond woorden te introduceren, dan zal dit snel de aandacht trekken. Als dit veel gebeurt dan levert een pagina een onrustig beeld op. Voor een stuk normale tekst is het idealiter de bedoeling dat het tekstbeeld ongeveer één grijstint heeft.
In verzorgd drukwerk heeft men veel mogelijkheden voor accentuering. De moderne tekstverwerkers bieden die mogelijkheden ook. Met handschrift en een klassieke schrijfmachine zijn de mogelijkheden beperkt en kent men meestal alleen onderstreping.

### Cursief

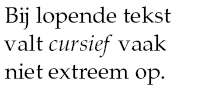
Nadruk door cursivering

Door woorden cursief of hellend te zetten wordt het tekstbeeld amper verstoord, deze woorden vallen niet zo duidelijk op wanneer er met het oog over de pagina gegleden wordt. Wel vallen ze duidelijk op tijdens het lezen. Deze methode van nadruk is derhalve ook goed om in een betoog een zinsnede extra nadruk te geven, of om een vreemd woord te accentueren.
Cursivering wordt vaak gebruikt als een brief wordt geciteerd en verder voor vreemde woorden en namen van schepen.

### Vet

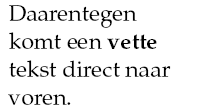
Nadruk door vette tekst

Vette varianten van een lettertype zijn vaak, bij professionele systemen, in verschillende maten van vetheid beschikbaar, bijvoorbeeld halfvet, vet en extravet. Door een woord vet te maken springt het uit de omliggende tekst. Het is daarom een heel geschikte methode om lemmata in woordenboeken mee te accentueren, of om belangrijke begrippen in een leerboek mee aan te geven, zodat iemand die terugbladert snel de definitie van een begrip kan vinden. Het is minder geschikt om in lopende tekst woorden vet te zetten, het risico is namelijk dat het gehele blok tekst heel onrustig aandoet doordat er overal 'donkere vlekjes' zitten.

### Romein
Is een tekst gewoon, dus niet cursief en niet vet, dan is dat Romein.

### Hoofdletters

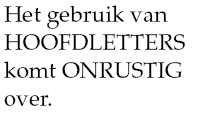
Nadruk door hoofdletters

Een woord dat geheel in HOOFDLETTERS gezet wordt, valt direct op. Grote stukken tekst doen schreeuwerig aan als ze alleen uit hoofdletters bestaan. Deze methode wordt nog weleens toegepast in e-mail of nieuwsgroepen, waarbij er verder geen methoden van accentuering beschikbaar zijn. Titels en koppen worden nog weleens in hoofdletters gezet.
Het is aan te raden om teksten waar vaak woorden met drie of meer hoofdletters na elkaar in kleinkapitaal te zetten. Cijfers kunnen hetzelfde effect als hoofdletters bewerkstelligen in een tekst. Doordat de normale of tabelcijfers op de lijn staan en de grootte van hoofdletters hebben, springen ze vaak uit de tekst. Om dit te voorkomen worden er in teksten die veel gebruikmaken van jaartallen weleens uithangende of mediaeval cijfers toegepast, die beter in de tekst opgaan.

### Kleinkapitaal

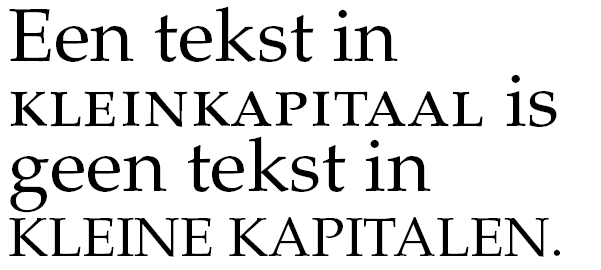
Kleinkapitaal en kleine kapitalen.

Een stuk tekst in kleinkapitaal zetten is eigenlijk juist om te voorkomen dat afkortingen zoals ABC, SPQR onbedoeld te veel uit de tekst springen, doordat ze donkerder aandoen dan de omliggende tekst. Om dit te voorkomen, maar de woorden wel als afkorting te accentueren, wordt kleinkapitaal gebruikt. Indien dit niet beschikbaar is, worden ook weleens kleine kapitalen (verkleinde hoofdletters) gebruikt, zoals ABC en SPQR. Kleine kapitalen hebben echter als nadeel dat ze lichter zijn dan echte kleinkapitalen, waardoor de tekst te licht aandoet.

### Spatiëring

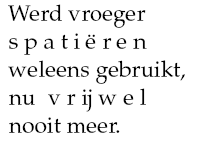
Nadruk door spatiëren

Een methode die met de komst van de computer in onbruik geraakt is, maar vroeger veel werd toegepast, was die van het woorden  s p a t i ë r e n. Het ging daarbij vooral om woorden gezet in KAPITALEN of HOOFDLETTERS. Deze spatiëring geeft een regelmatiger letterbeeld en in goede typografie wordt dit nog steeds toegepast. Zo wordt in het woord AANDENKEN de ruimte tussen de A's als een gat ervaren. Door tussen de andere letters wat ruimte (spatie) aan te brengen ontstaat een rustiger letterbeeld. In de hedendaagse editors is niet voorzien in deze mogelijkheid, vandaar dat goede spatiëring niet meer zo vaak voorkomt. Vroeger was het echter een doodzonde om een in kapitaal gezette tekst niet goed te spatiëren. Met name in Duitse teksten die uit fraktur gezet werden, dat van zichzelf heel donker is en waar geen cursieve of vette variant van beschikbaar is, was dit zeer gangbaar. Deze manier werkt ook doordat de kleur van de tekst verandert, en deze manier springt dan vaak ook duidelijk naar voren. Bij het gebruik hiervan moet opgelet worden dat in het Nederlands de ij niet gespatieerd wordt. Derhalve  IJ s v r ij. Voor andere talen gelden aanvullende regels, het Duits houdt bijvoorbeeld de ch, ck en tz ook vaak bij elkaar in het Frakturschrift. Of de interpunctie ook extra witruimte krijgt hangt van het teken af.
Ook op typemachines, die weinig verschillende lettertypen kennen, is spatiëren een gebruikelijke methode. Voor een net opgemaakte tekst is die echter niet aan te bevelen.
In het handschrift werd de aanwijzing tot spatiëren wel aangegeven met staande strepen: geschreven s|p|a|t|i|e werd dan in druk gerealiseerd als s p a t i e.

### Onderstreping

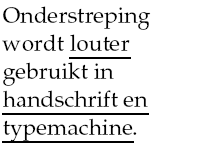
Correcte onderstreping

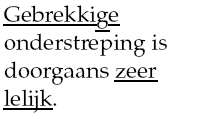
Foute onderstreping

Onderstrepen is ook een methode die veelal erg opvallend is en derhalve af te raden. Als dit de bedoeling is, ziet vet er voor korte woorden verzorgder uit en voor langere stukken tekst is cursivering of een vorm van inspringen vaak rustiger. Problemen bij onderstrepen zijn de staartletters, zoals j en g, waar de streep eigenlijk onderdoor moet gaan, en strepen onder verschillende woorden die niet netjes uitlijnen, omdat het ene woord wel staartletters heeft, maar het andere niet.
In getypte en handgeschreven teksten is onderstrepen een zeer gangbare manier om nadruk aan teksten te verlenen, omdat het makkelijk aan te brengen is en goed opvalt. Een drukker zal meestal cursivering gebruiken als de auteur in het handschrift een woord onderstreept heeft.
In schermtekst wordt onderstreping veel gebruikt om een link aan te geven, naast het gebruik van kleur. In veel gevallen wordt de onderstreping pas zichtbaar bij een mouseover, dus als de muiswijzer zich op de link bevindt. Zo blijft het tekstbeeld bij lezen betrekkelijk rustig, terwijl de onderstreping de computergebruiker attendeert op de klikmogelijkheid.

### Kleur
Met name in elektronische documenten, waar kleur ruimer voorradig is, wordt dit vaak toegepast om nadruk te geven. Het bekendste voorbeeld zijn hyperlinks, die vaak in het blauw, of een variant daarvan, aangetroffen worden. Ook in presentaties worden kleuren vaak toegepast om nadruk te geven. Daarnaast kan het gebruik van kleur om direct verband tussen een stuk tekst en een afbeelding te leggen, zonder dit in woorden te hoeven omschrijven, een heel nuttige vorm van accentuering zijn. In ondertitels voor doven en slechthorenden wordt kleur weleens toegepast om duidelijk te maken wie er spreekt.
Een risico is dat het gebruik snel overmatig wordt, of dat mensen die zwart-witschermen gebruiken of kleurenblind zijn, het verschil niet kunnen waarnemen. Daarnaast zijn weinig-contrastrijke combinaties (die van dichtbij op een monitor nog wel te lezen zijn) van grote afstand vaak moeilijk te onderscheiden.
Kleur is niet altijd zo makkelijk toepasbaar geweest. Vroeger waren computerschermen monochroom, en drukwerk in kleur is duurder.

## Ongewenste accentuering
Doordat het menselijk oog zo gevoelig is voor verschillen in helderheid, kan het ook voorkomen dat een stuk tekst onbedoeld benadrukt wordt. Dit kan bijvoorbeeld komen doordat een afkorting geheel uit hoofdletters gezet wordt, maar ook doordat de tekst uitgevuld wordt.
Over het algemeen behoort de tekst in verzorgd drukwerk uitgevuld te worden, dat wil zeggen dat de marges links en rechts recht zijn. Worden de woorden niet afgebroken en zijn de regels kort, dan kunnen hierdoor heel grote gaten tussen de woorden vallen, soms ook tussen de letters van een woord, wat er direct toe leidt dat een regel uit de tekst springt, doordat deze veel lichter is dan andere regels. Deels kan dit voorkomen worden door een vrije regelval te nemen (dus niet uit te vullen), hoewel lange woorden dan ook afgebroken moeten worden, om niet onterecht de indruk wekken dat een alinea eindigt, of heel rafelige randen te produceren.
Een hieraan verwant probleem is dat er bij het uitvullen van teksten soms onbedoeld een verticale kolom van witruimten, vaak meanderend als een rivier, op de pagina verschijnt. Zo'n rivier trekt ook de aandacht van de lezer, maar op een ongewenste manier.
Hoofdletters kunnen voor onbedoelde accentuering zorgen wanneer ze veel voor afkortingen gebruikt worden, maar ook doordat de volgende letter, bijvoorbeeld in het geval van een 'W' te ver van de hoofdletter wordt geplaatst; dit geeft ook hinderlijke gaten in een tekst.

## Alternatieve accentuering

### Kaders en inspringing
Bij lange stukken tekst die aangehaald moeten worden, kan het onwenselijk zijn om het gehele stuk te cursiveren, of zelfs vet te zetten, een methode die dan veel gebruikt wordt, en ook op Wikipedia veel voorkomt, is het laten inspringen van de tekst
"Heute stehen sämtliche Thesen über die »richtige und gute« Typographie auf dem Prüfstand. Typographie bedeutet nicht mehr eine »Times« in Cicero von links oben nach rechts unten - im besten Sinne Tschicholds - zu setzten. Unsere Kommunikationsmittel, unsere Kommunikationszielgruppen und unsere Lese- und Betrachtungsgewohnheiten sind so different und schnelllebig geworden, dass Typographie heute sowohl Handwerk, technisches Wissen, Lehre als auch Wissenschaft beinhaltet. Wer sich heute ernsthaft der Typographie widmet, muss sich folglich auch für visuelle und phonologische Prozesse beim Lesen, Lesbarkeitsforschung, Wahrnehmungspsychologie und der Organisation von Hirnprozessen beim Betrachten einer typographierten Flash-Animation beschäftigen."
Wolfgang Beinert – 2003
Een andere methode is het geven van een kader:

Hoofdstelling van de algebra: Elke polynoom:
{\displaystyle p(x)=a_{0}+a_{1}x+a_{2}x^{2}+\cdots +a_{n}x^{n},\qquad n\geq 1}
met {\displaystyle a_{i}\in \mathbb {C} } en {\displaystyle a_{n}\neq 0} kan geschreven
worden als product van precies {\displaystyle n} factoren:
{\displaystyle p(x)=(x-x_{1})(x-x_{2})\cdots (x-x_{n})}

Deze methode leidt bij overmatig gebruik al heel snel tot een zeer onrustig tekstbeeld. Over het algemeen geldt dat het gebruik van lijnen heel nuttig kan zijn om iets te accentueren of structuur aan te geven, zoals in tabellen, maar dat er zeer spaarzaam mee omgesprongen dient te worden.

### E-mail en nieuwsgroepen
In e-mail en nieuwsgroepen is de norm meestal platte tekst, veelal in ASCII opgemaakt. Dit biedt niet de mogelijkheden om vet of cursief aan te geven. Voorkomende methoden zijn het gebruik van hoofdletters, of van speciale tekens om een stuk tekst te accentueren.
Voorbeelden hiervan zijn om *vet* aan te geven een sterretje voor en achter, om /cursief/ aan te geven twee slashes, en om _onderstreping_ aan te geven liggende streepjes. Om aan te geven dat een stuk tekst wordt aangehaald wordt de tekst veelal voorafgegaan door een vast teken, veelal >,
| of =.